# Élément moral en droit pénal français
La principale caractéristique du droit pénal est la notion de responsabilité pénale, liée à l’idée de faute de la personne responsable,.
En principe, le droit pénal ne trouve à s’appliquer qu’à la personne qui a commis une faute, ce qui suppose un acte accompli avec intelligence et volonté. C’est à cette condition que l’acte infractionnel est imputable à l’agent. C’est cette exigence qui exclut toute répression pénale contre les infans, les enfants en bas âge, qui ne sont exclus du champ du droit pénal par aucun texte spécifique.
L’intelligence, ou conscience, correspond à la capacité de comprendre, tandis que la volonté est la capacité de vouloir. Ces deux notions sont différentes, même si en pratique lorsque l’une fait défaut, il est fréquent que l’autre fasse également défaut.
L’imputabilité étant admise, l’infraction ne sera constituée que si son élément moral est établi. Cet élément moral varie d’une infraction à l’autre.
L’article 121-3 alinéa 1 du Code pénal pose le principe suivant lequel :
« Il n’y a point de crime ou délit sans intention de le commettre »
— Article 121-3 al. 1 du Code pénal
Ce principe vient faire disparaitre l’ancienne catégorie des « délits contraventionnels » ou « infractions purement matérielles », qui ne comportaient pas d’élément moral, et qui deviennent depuis le 1er mars 1994 des infractions qui se commettent par imprudence ou par négligence.
Ce principe est accompagné d’exceptions ou de limites dans les alinéas 2, 3 et 4 de cet article 121-3 :
« Il y a délit, lorsque la loi le prévoit, en cas de mise en danger de la personne d’autrui »
— article 121-3, alinéa 2, du Code pénal
Les alinéas 3 et 4 sont consacrés aux infractions d’imprudence ou de négligence : en pratique cela concerne l’homicide et les blessures involontaires.
Ajoutons que l’article 121-3, alinéa 5, précise qu’« il n’y a pas de contravention en cas de force majeure » - ce qui signifie, a contrario, qu’il n’est pas nécessaire d’établir un élément moral pour établir l’existence d’une contravention ; il suffit d’un lien d’imputabilité, lequel n’est rompu que par la force majeure.

## Infractions intentionnelles
En principe, donc, les crimes et délits sont intentionnels, c’est-à-dire qu’ils ont été commis par un agent ayant la volonté consciente et délibérée de commettre l’élément matériel de l’infraction, étant entendu que la connaissance du caractère infractionnel du comportement est présumée en vertu de l’adage « nul n’est censé ignorer la loi ».
Cette définition de l’intention est l’objet de distinctions doctrinales, entre le dol général, et le dol spécial, qui précise le général en ce sens qu'il détermine le degré d'intention du prévenu au moment où il a commis l'infraction.
Il existe alors plusieurs catégories de dol spécial : 
Dol aggravé, dol éventuel, dol indéterminé, dol dépassé… 
Autant de notions qui révèlent la malléabilité et la variété de l’élément moral.
Le plus souvent le texte d’incrimination est imprécis quant au contenu de l’élément moral, et les contours exacts de l’intention sont déterminés par le juge répressif.
De nombreux textes ne posent que peu de problèmes d’interprétation. Ainsi, le meurtre est « le fait de donner volontairement la mort à autrui ». L’élément moral sera naturellement la volonté de donner la mort ou animus necandi.
En ce qui concerne le vol, « soustraction frauduleuse de la chose d’autrui », l’élément moral sera constitué par la volonté de soustraire, peu importe que l’agent soit animé de la volonté de se l’approprier définitivement ou seulement temporairement, même sans enrichissement du voleur ni appauvrissement de la victime.
Les violences volontaires sont quant à elles constituées lorsque l’agent a eu la volonté de porter atteinte à l’intégrité physique ou psychique d’autrui. C’est pourquoi on a pu caractériser le délit de violences volontaires contre un homme en colère qui avait porté un coup sur une porte vitrée qui, s’étant brisée, avait blessé un enfant. Le coup porté à la porte exprimait une volonté d’impressionner, de choquer les propriétaires du lieu, volonté constituant l’élément moral des violences volontaires. L’élément moral des violences volontaires est indifférent au résultat des violences ; ce dernier fait varier le quantum de la peine encourue.
La principale difficulté posée aux tribunaux concernait l’empoisonnement. Défini comme le fait d’attenter à la vie par l’administration de substances mortifères, ce crime avait été conservé dans le Code pénal en 1992 malgré une volonté gouvernementale d’en faire l’une des modalités du meurtre. L’élément matériel de l’empoisonnement est l’administration de substances mortifères, indépendamment du résultat : il s’agit d’une infraction formelle. Il aurait dès lors pu sembler logique que l’élément moral soit la connaissance du caractère mortifère et la volonté d’administrer la substance.
Avec l'affaire du  «sang contaminé», la question a été tranchée par la Cour de cassation : comme pour tous les crimes d’atteinte volontaires à la vie, l’élément moral de l’empoisonnement est l’intention de donner la mort. Cette interprétation de l’article 221-5 est pour le moins audacieuse ; en outre, cet attendu de principe fait fi du caractère formel de l’empoisonnement, crime non pas d’atteinte à la vie mais d’attentat, de geste contre la vie, que cette dernière soit atteinte ou non.
Il s’agit d’une interprétation restrictive de l’article 221-5, qui n’est pas contestable du point de vue de la liberté individuelle puisqu’elle aboutit à restreindre le champ d’application de l’incrimination. Ce sont les circonstances dans lesquelles la Cour s’est prononcée qui laissent un doute sur les motifs de la décision, politiques ou juridiques, dans la mesure où cette décision a permis l’acquittement définitif du docteur Michel Garreta et de ses coaccusés.
Le favoritisme est un délit qui sanctionne tout manquement volontaire à la règlementation des marchés publics, sans qu’il soit nécessaire que l’intention de favoriser l’un des candidats soit établie : il s’agit là d’un simple mobile, qui n’est pas pris en compte par le droit pénal.
L’intention de l’infracteur ne doit en effet pas être confondue avec ses mobiles, les motifs particuliers pour lesquels il commet son geste. Ainsi, un geste objectivement violent fait dans une intention humoristique pourra être puni au titre des violences volontaires si son auteur était animé de la volonté de surprendre, de choquer, c’est-à-dire de porter atteinte à l’intégrité psychique d’autrui.
Il n'en va différemment que lorsque le motif correspond à une cause légale d’irresponsabilité telle que l’état de nécessité.
Le mobile peut aussi être intégré dans l’élément matériel : espionnage, circonstance aggravante de racisme ou discriminatoire en général.
L’erreur de l’infracteur, lorsqu’elle porte sur un élément de fait, n’est pas en principe prise en compte par le droit pénal. Il n’en va différemment que lorsque cette erreur révèle une absence d’élément matériel (vol de sa propre chose, détournement de majeur), sauf à faire jouer le mécanisme de la tentative, ou lorsque l’erreur révèle une absence d’élément moral (je croyais que cette chose était à moi : pas d’intention de soustraire le bien d’autrui ; je croyais que cette personne était consentante : pas de volonté d’imposer des relations sexuelles, donc pas de viol).
La preuve de l’intention est un problème délicat. Sauf à exiger un aveu systématique, la preuve de l’intention est déduite du comportement de l’agent. Le risque est alors de confondre l’élément matériel avec l’élément moral. On constate d’ailleurs des décisions qui assimilent la prise de risque ou la négligence grave à l’intention. Il s’agit en général de délinquance « astucieuse », de délinquance « en col blanc » ; les juges considèrent que l’auteur avait conscience ou aurait dû avoir conscience de l’infraction commise, que le « laisser faire » révèle, dans certaines circonstances, une véritable intention délictuelle.
La preuve de l’intention peut être essentielle dans la qualification des faits : comment distinguer l’homicide par imprudence, les violences volontaires ayant entrainé la mort sans intention de la donner, le meurtre et l’assassinat si ce n’est pas référence à la volonté de l’infracteur ? Le plus souvent les juges se serviront d’un faisceau de présomptions qui s’appuie sur les manifestations extérieures de l’intention.
Il existe également des présomptions légales, qui sont nécessairement des présomptions simples en matière pénale, par exemple en ce qui concerne la diffamation : l’imputation de faits de nature à porter atteinte à l’honneur d’une personne est présumée faite de mauvaise foi, sauf au mis en cause à rapporter la preuve de sa bonne foi ou de la réalité des faits imputés.
La volonté de protéger la personne humaine, non seulement contre les atteintes intentionnelles dont elle peut être victime, mais encore contre le mépris et la négligence grave qui peuvent lui porter préjudice, a conduit le législateur à créer une nouvelle infraction :

## Mise en danger d’autrui
L’infraction prévue à l’article 223-1 du Code pénal vise toute violation manifestement délibérée d’une obligation particulière de sécurité ou de prudence imposée par la loi ou le règlement ayant exposé directement autrui à un risque immédiat de mort ou de blessures graves.
C’est à cette incrimination que se réfère l’article 121-3 alinéa 2 : « il y a délit en cas de mise en danger délibérée de la personne d’autrui ».
La doctrine a cru pouvoir y lire l’exigence d’un « dol éventuel », c'est-à-dire un élément moral consistant dans la prise consciente d’un risque.
Il apparaît à l’étude de la lettre de l’article 223-1 qu’en réalité l’élément moral de cette infraction est la volonté de violer une obligation particulière de sécurité ou de prudence imposée par la loi ou le règlement.
L’infraction n’est constituée que si, en dehors de la volonté du délinquant, cette violation de la loi a mis en danger autrui.
Il ne s’agit pas à proprement parler d’une infraction non intentionnelle, contrairement à ce que laisse entendre le code pénal qui présente cette infraction comme une exception au principe selon lequel les délits sont intentionnels. Il ne s’agit pas non plus d’une infraction pleinement intentionnelle puisque l’élément moral ne recouvre qu’une partie de l’élément matériel.
Il s’agirait donc d’une infraction mi-intentionnelle.
La loi est plus dure lorsque le mépris ou la négligence de la vie d’autrui a débouché sur un dommage, mort ou blessures.

## Infractions non intentionnelles
La simple imprudence ou négligence, sans volonté infractionnelle, suffit à caractériser l’élément moral des infractions d’homicide involontaire et de blessures involontaires.
L’article 121-3, alinéa 3, était à l’origine extrêmement large. La conséquence en a été la mise en cause de nombreux décideurs (chefs d’entreprise, élus locaux) à l’occasion d’accidents résultant d’un défaut de sécurité. Ces décideurs sont en effet statutairement responsables de la sécurité dans leur entreprise ou dans les services publics de leur ressort.
Cette vague de pénalisation a provoqué la réaction du Sénat, réformant cet article 121-3, alinéa 3, le 13 mai 1996. La nouvelle rédaction invitait les juges à apprécier l’accomplissement de diligences normales par l’agent au regard de la nature de ses missions et fonctions, de ses compétences, du pouvoir et des moyens dont il disposait.
Cette réforme, qui voulait introduire une appréciation concrète dans la mise en œuvre des infractions involontaires, tendait à obtenir une certaine indulgence vis-à-vis des responsables d’importantes structures.
La Cour de cassation a interprété cette nouvelle réaction dans un sens contraire à la volonté du législateur ; elle s’est servi de cet article pour stigmatiser[non neutre] davantage les décideurs appartenant à une structure importante en mettant en avant les pouvoirs et moyens dont ils disposent nécessairement[réf. nécessaire].
Devant l’échec de la réforme de 1996, le Sénat a provoqué une nouvelle modification de l’article 121-3, plus radicale, le 10 juillet 2000.
Le nouvel alinéa 4 de cet article prévoit que la responsabilité pénale des personnes physiques, lorsqu’elles ne sont que l’auteur indirect du dommage, ne peut être engagée pour une infraction non intentionnelle qu’en cas de violation manifestement délibérée d’une obligation particulière de sécurité ou de prudence prévue par la loi ou le règlement, ou en cas de faute caractérisée exposant autrui à un risque d’une particulière gravité qu’elles ne pouvaient ignorer.
L’élément moral des infractions non intentionnelles n’est pas véritablement modifié par cette réforme ; il s’agit plutôt d’une impossibilité légale d’imputer l’infraction, qui en elle-même existe, à son auteur, dans certaines circonstances. L’infraction restera imputable à une personne morale ou à un coauteur - auteur direct du dommage.
L’application jurisprudentielle de la nouvelle notion de « faute caractérisée exposant autrui à un risque d’une particulière gravité qu’on ne peut ignorer » semble assez sévère. D’une part, la gravité du risque ne fait jamais de doute car la notion ne s’applique que lorsque le risque est réalisé : il y a mort ou blessures. D’autre part, la qualité de dirigeant, d’élu de la personne en cause permet de considérer qu’elle ne pouvait ignorer le risque.
Une jurisprudence ancienne avait consacré un principe d’unité des fautes civiles et pénales, ce qui signifiait qu’une infraction intentionnelle s’analysait nécessairement comme un délit civil au sens de l’article 1382 du Code civil français, et qu’une infraction involontaire s’analysait comme un quasi-délit civil au sens de l’article 1383 du même Code.
Les décisions pénales, de condamnation comme de relaxe, avaient l’autorité de chose jugée au civil, même à l’égard des tiers au procès pénal, sauf à invoquer l’existence d’une responsabilité civile objective telle que celle de l’article 1384 alinéa 1er. Depuis le 10 juillet 2000, cette unité a disparu. La relaxe fondée sur l’article 121-3, alinéa 4, n’exclut pas en effet l’existence d’une imprudence ou d’une négligence simple, constitutive d’une faute civile sans que l’infraction pénale soit imputable à son auteur.